# D-2-ヒドロキシ酸デヒドロゲナーゼ
D-2-ヒドロキシ酸デヒドロゲナーゼ（D-2-hydroxy-acid dehydrogenase）は、次の化学反応を触媒する酸化還元酵素である。
(R)-乳酸 + 受容体 {\displaystyle \rightleftharpoons } ピルビン酸 + 還元型受容体
反応式の通り、この酵素の基質は(R)-乳酸と受容体、生成物はピルビン酸と還元受容体である。補因子としてFADと亜鉛を用いる。
組織名は(R)-2-hydroxy-acid:acceptor 2-oxidoreductaseで、別名に(R)-2-hydroxy-acid:(acceptor) 2-oxidoreductaseがある。